# Dispensă
Dispensa este în jurisprudența dreptului canonic al Bisericii Catolice scutirea de la obligația de aplicare a legii. Obiectivul dispensei este acela de a depăși dificultățile care apar adesea din aplicarea riguroasă a legilor generale în anumite cazuri, iar esența ei este aceea de a suspenda funcționarea legii în astfel de cazuri fără a o modifica.

## Conceptul
Deoarece legile care vizează binele întregii comunități pot fi neadecvate anumitor cazuri sau persoane, legiuitorul are dreptul (uneori chiar datoria) de a dispensa de la aplicarea lor.
Emiterea dispenselor nu este o putere permanentă sau un drept special ca privilegiul. Dacă motivul dispensării încetează atunci dispensa încetează și ea în întregime.   Dacă baza imediată a dreptului este retrasă, atunci dreptul încetează.

## Valabilitate, legalitate, cauză „justă și rezonabilă”
Pentru acordarea unei dispense trebuie să existe o cauză justă și rezonabilă. Judecata cu privire la ceea ce este „just și rezonabil” se face pe baza situației particulare și a importanței legii la aplicarea căreia urmează să se renunțe. În cazul în care cauza nu este considerata justă și rezonabilă atunci dispensa este ilegală și dacă este emisă de altcineva decât legiuitorul însuși sau superiorul său, ea nu este validă.

## Istoria
În teoria juridică canonică, puterea de dispensare este corolarul legislativului. Cu puterea de dispensare, ca și cu cea legislativă, au fost investite inițial conciliile generale și chiar sinoadele provinciale. În Occident odată cu centralizarea treptată a autorității în Curia Romană, puterea de dispensare a revenit papei în calitate de legiuitor suprem al Bisericii Catolice.
În Evul Mediu, în ciuda frecventelor crize în relațiile diplomatice dintre Sfântul Scaun și guverne, autoritatea papalității ca distribuitor al harului și al licențelor spirituale a rămas în mare parte necontestată. La începutul secolului al XIII-lea papa Inocențiu al III-lea a favorizat extinderea puterii politice papale. El a subliniat așa cum nu a făcut-o niciun papă înaintea sa, deplinătatea puterii (plenitudo potestatis) papei în cadrul Bisericii. Întrucât Biserica cuprindea întreaga omenire, juriștii medievali erau obișnuiți cu ceea ce am putea numi suveranitate comună și au acceptat în mod liber că papa are o jurisdicție concurentă cu cea a suveranilor. Prinții își puteau administra propriile legi, dar prinții Bisericii și în special papa, administrau dreptul canonic (în măsura în care acesta era supus doar controlului uman).
În decretul numit Propunere Inocențiu al III-lea a stabilit că papa putea, dacă circumstanțele o cereau, să dispenseze de la dreptul canonic, de jure, prin plenitudinea puterii sale. Această idee se bazezază pe principiul „prințul nu este legat de legi” (princeps legibus solutus est). Deoarece papa era deasupra legii, puterea lui nefiind afectată de timp sau precedente, el avea dreptul de a dispensa de la orice lege.
Dispensarea nu era, strict vorbind, legislativă ci mai degrabă un act judiciar, cvasi-judiciar sau executiv limitat la acele legi care se aflau în jurisdicția sau competența papei.
Prin dispensare papa putea elibera clerul și mirenii de obligațiile legii canonice în toate cazurile care nu erau contrare legii divine (ius divinum) deși au existat și câteva cazuri în care acestea erau contrare. Puterea de a dispensa a fost invocată cel mai frecvent pentru a permite laicilor să se căsătorească în ciuda impedimentelor de afinitate sau de rudenie și pentru a permite persoanelor care existau sau munceau fără a îndeplini condițiile necesare (cum ar fi copiii ilegitimi, servitutea sau lipsa vârstei necesare) să intre în legalitate sau să devină persoane ordinare.
Dispensele acordate au fost clasificate în trei categorii. Primele două categorii priveau procedura de primire a Ordinelor Sfinte respectiv deținerea beneficiilor (aplicate doar clerului) și dispensarea de la jurămintele religioase pentru membrii ordinelor religioase catolice. În a treia categorie intrau dispensele matrimoniale care erau destinate doar laicilor.
În afară de aceste trei categorii principale de dispensare Curia Romană putea acorda diverse concesii solicitanților, începând de la persoane fizice până la organizații mari (primul caz este rar) care includeau permisiunea de a consuma carne în timpul Postului Mare, oficierea slujbelor în capele simple și oratorii private precum și acordarea de grade academice. Dispensele privind gradele academice au fost emise în majoritatea lor sub sancțiunea dreptului canonic, așa cum se menționează în constituția Papei Bonifaciu al VIII-lea.

## Utilizarea contemporană
Încă de la începutul secolului al XX-lea practica actuală a Bisericii Romano-Catolice se bazează pe deciziile Conciliului de la Trento care au lăsat teoria medievală intactă încercând în același timp să o ferească de abuzurile ei. Propunerea episcopilor galicani și spanioli de a subordona puterea papală de dispensare consimțământului Bisericii a fost respinsă în conciliul general și chiar canoanele Conciliului de la Trento, în măsura în care afectau reformarea moralei sau disciplina ecleziastică, au fost decretate ca „salvând autoritatea Sfântului Scaun” (Ses. xxv. cap. 21). În același timp s-a stabilit ca toate dispensele să fie acordate doar pentru cauze drepte și urgente sau să aibe sensul unui beneficiu adus Bisericii (urgens justaque causa et major quandoque utilitas) și să fie gratuite în toate cazurile chiar și în cazul anulării lor. (Ses. xxv. Cap. 18).
Există mai multe niveluri de autoritate în Biserică ce sunt competente să dispenseze de la diferitele cerințe ale dreptului canonic. De exemplu ierarhii locali sunt competenți pentru dispensarea de la diferitele impedimente canonice aduse sacramentului căsătoriei. Pastorii pot acorda dispensa individuală de la obligația duminicală (de a merge la biserică) pentru motive întemeiate, în timp ce episcopii eparhiali pot acorda dispensații generale pentru toți enoriașii de pe teritoriul lor, așa cum au făcut toți episcopii Statelor Unite la sfârșitul lunii martie 2020 ca răspuns la pandemia de coronavirus.
Puterea dispensării revine legiuitorului original, succesorilor sau superiorilor săi și acelor persoane cărora le-au delegat acest drept. Întrucât nu există un superior deasupra papei, el poate să dispenseze de la toate legile canonice: legi universale introduse de el însuși, de predecesorii săi sau de conciliile generale și legi speciale adoptate de concilii plenare și provinciale, episcopi și prelați similari. Ca regulă generală papa își deleagă puterile diferitelor congregații ale Curiei Romane însărcinate cu acordarea de dispense în sfera competenței lor.

## Dispensa papală
Dispensarea papală este un drept rezervat al papei, care permite ca persoanele fizice să fie scutite de la Codul canonic. Dispensele sunt împărțite în două categorii: generale și matrimoniale. Dispensele matrimoniale sunt date pentru a permite sau pentru a desface o căsătorie. Puterea papei de a excepta o persoană sau o situație de la respectarea unei legi provine din poziția sa de vicar al lui Hristos, ceea ce implică autoritatea divină, precum și cunoașterea jurisdicției.
Prima căsătorie a lui Henric al VIII-lea al Angliei cu Caterina de Aragon a necesitat o dispensă papală deoarece încălca legea canonică privind afinitatea, ea fiind văduva fratelui mai mare al lui Henric, Arthur, prințul de Wales. Henric a obținut cu succes această dispensă, ceea ce nu a mai reușit ulterior când a dorit desfacerea căsătoriei. Astfel a fost provocată ruptura lui cu Roma. Fiica lui Henric și a Caterinei, Maria Tudor, o ferventă catolică, avea să ceară mai târziu o dispensă secretă pentru a fi absolvită de supunerea față de regulile religiei protestante la care era obligată de tatăl ei prin amenințare cu moartea.
În Evul Mediu timpuriu, mai ales în secolele al XI-lea și al XII-lea, biserica dezvoltase legea canonică privind afinitatea și consangvinitatea (prima denotă o conexiune doar prin căsătorie, iar a doua o conexiune genetică) pentru a acoperi și relațiile foarte îndepărtate, astfel încât o mare parte a căsătoriilor dintre membrii elitelor mici și interdependente aveau nevoie de dispense scumpe emise de papă sau de un episcop. Acest lucru a fost recunoscut ca un abuz, iar mai târziu categoriile relațiilor acoperite de aceste prevederi au fost reduse. În 1059 al unsprezecelea canon al Conciliului de la Roma a admis impedimentul afinității și al consangvinității extinse până la gradul al șaptelea de rudenie - punctul culminant al restricțiilor. Papa Inocențiu al III-lea în Conciliul al patrulea al Lateranului în 1215 a limitat la gradul al patrulea atât afinitatea cât și consangvinitatea care necesita dispensă.

## Dispensa matrimonială
O dispensă matrimonială este permisiunea acordată într-un caz particular privind un impediment care interzice sau anulează o căsătorie. Aceasta poate fi acordată:
- în favoarea unei căsătorii preconizate sau pentru a legitima una deja contractată;
- în cazuri secrete, în cazuri publice sau în ambele;
- numai in foro interno sau in foro externo (cel din urmă îl include și pe primul). Puterea dispensării in foro interno nu este întotdeauna limitată la cazurile secrete (casus occulti). Aceste expresii nu sunt identice.

Informațiile din această secțiune se referă la Codul canonic romano-catolic de la începutul secolului al XX-lea. Dreptul canonic în cauză a fost modificat considerabil de Codul de drept canonic din 1917 și Codul de drept canonic din 1983 și nu ar trebui considerat ca reflectând situația actuală.

### Motivele acordării dispenselor matrimoniale
Urmând principiile stabilite pentru dispense în general, o dispensă matrimonială acordată fără o cauză suficientă, chiar de către papa însuși, este ilicită. Cu cât impedimentele sunt mai dificile și mai numeroase, cu atât mai serioase trebuie să fie motivele înlăturării lor. O dispensă nejustificată, chiar dacă este acordată de papa, este nulă dacă afectează legea divină; dacă dispensa este acordată de episcopi sau de superiorii lor și afectează dreptul ecleziastic obișnuit este de asemenea nulă. Mai mult, întrucât nu este de presupus că papa dorește să acționeze ilicit, rezultă că, dacă el a fost determinat să acorde o dispensă prin afirmații false, chiar și într-o chestiune de drept ecleziastic obișnuit, dispensa este nulă. Dacă papa refuză să acorde o dispensă dintr-un anumit motiv, un prelat inferior autorizat să dispenseze poate acorda dispensa în același caz dar din alte motive care în opinia sa sunt suficiente. Canoniștii nu au căzut de acord cu privire la această situație.
Printre cauzele suficiente pentru dispensațiile matrimoniale se pot distinge cauze canonice, adică clasificate și considerate suficiente de dreptul comun și jurisprudența canonică, și cauze rezonabile, adică neprevăzute nominal în lege, dar care merită o considerație echitabilă, în circumstanțe sau cazuri particulare. O instrucțiune emisă de Propaganda Fide (9 mai 1877) enumera șaisprezece cauze canonice. În 1901 la Roma au fost enumerate douăzeci și opt de cauze care sunt suficiente, singure sau concomitente cu altele, și reprezintă o normă pentru toate cauzele suficiente. Între acestea erau: lipsa zestrei; zestrea insuficientă; o zestre mai mare; mărirea zestrei cu o treime; încetarea stăpânirii feudei familiale; păstrarea păcii; încheierea păcii între prinți sau între state; evitarea proceselor pentru o moștenire, o zestre sau o tranzacție comercială importantă; o logodnică orfană sau care avea în grijă o familie; vârsta logodnicei peste douăzeci și patru de ani; dificultatea de a găsi un alt partener datorită numărului redus de cunoscuți de sex masculin; speranța de a păstra o relație în credința catolică; pericolul încheierii unei căsătorii mixte din punct de vedere confesional; speranța de a converti o persoană la catolicism; rămânerea bunurilor într-o familie; păstrarea onorabilității unei familii ilustre; excelența și meritele părților; evitarea defăimării sau prevenirea unui scandal; relații sexuale deja existente între petiționari sau viol; pericolul unei căsătorii civile; căsătoria încheiată în fața unui protestant pentru revalidarea unei căsătorii considerată nulă și toate cauzele considerate rezonabile în opinia papei (de exemplu binele public) sau cauzele speciale rezonabile aduse la cunoștința papei (de exemplu motive care, datorită statutului social al petiționarilor este oportun să rămână neexplicate din respect pentru reputația lor). Acestă enumerare nu este exhaustivă. La acordarea unei dispense Sfântul Scaun ia în considerare orice circumstanțe speciale care fac dispensa cu adevărat justificată.

## Costurile dispenselor
Sinodul de la Trento (Sess. XXIV, cap. v) a hotărât ca dispensele să fie libere de orice taxe. Cancelariile eparhiale sunt obligate să se conformeze acestei legi și să nu pretindă sau să accepte altceva decât o contribuție modestă la cheltuielile cancelariei. Legea a fost modificată de o instrucțiune aprobată de Inocențiu al XI-lea pe 8 octombrie 1678, cunoscută sub numele de „taxa inocențiană” (Taxa Innocentiana). Totuși, se consideră legal ca eparhiile sărace să solicite plata cheltuielilor suportate pentru acordarea dispenselor. Uneori, Sfântul Scaun acordă o libertate mai mare în această chestiune, dar aproape întotdeauna cu precizarea că toate veniturile din această sursă vor fi folosite pentru un scop bun și nu vor ajunge la curia eparhială ca atare.